# Enicospilus divisus
Enicospilus divisus là một loài tò vò trong họ Ichneumonidae.